# (4691) Toyen
(4691) Toyen es un asteroide perteneciente al cinturón de asteroides, descubierto el 7 de octubre de 1983 por Antonín Mrkos desde el Observatorio Kleť, České Budějovice, República Checa.

## Designación y nombre
Designado provisionalmente como 1983 TU. Fue nombrado Toyen en honor a la pintora checa conocida como Toyen, nacida Marie Čermínová, es conocida por su abstracción imaginativa, llamada artificialismo, lo que resulta en un estilo surrealista.

## Características orbitales
Toyen está situado a una distancia media del Sol de 2,264 ua, pudiendo alejarse hasta 2,704 ua y acercarse hasta 1,824 ua. Su excentricidad es 0,194 y la inclinación orbital 5,875 grados. Emplea 1244 días en completar una órbita alrededor del Sol.

## Características físicas
La magnitud absoluta de Toyen es 13,4. Tiene 7,089 km de diámetro y su albedo se estima en 0,221.